# Дробета
Дробета (лат. Drobeta) — ранее дакийское, затем римское поселение на месте современного города Дробета-Турну-Северин на юго-западе Румынии. Была занята и колонизирована римлянами после того, как в пользу последних окончилась Первая дако-римская война (101—102) гг., как важный центр позднеантичной речной и сухопутной торговли на северном берегу реки Дунай. В данном месте римляне также возвели Траянов мост, который позднее был разрушен по приказу императора Адриана с целью предотвратить набеги варваров.

## История
В римскую эпоху население Дробеты быстро росло. В период между 117—138 гг. Дробета получила статус муниципия, во времена Септима Севера 193—211 гг. перешла в ранг римских колоний. Сохранились остатки моста и римского каструма (см. Дробета (каструм)).
В VI веке византийский император Юстиниан временно восстановил мост и часть города, который находился в сфере восточно-римского влияния приблизительно до 600 года (время нашествия славян на Балканы). Таким образом, после ухода римлян из Дакии в 271 году Дробета, как и близлежащая Суцидава, запустела, но, по-видимому, всегда была частично обитаема (в отличие от более северных городов Поролиссум, Ульпия Траяна и др.), поскольку обе располагались на юге страны в непосредственной близости от р. Дунай у границ Восточной Римской империи. Тем не менее римский топоним Дробета не сохранился и был заменён славянскими новообразованиями, несмотря на преобладание в округе романского населения. Впервые упоминается в средневековых хрониках в 1233 г. под славянским названием Северин (букв. северный берег Дуная). Римское название Дробета было добавлено при Чаушеску в 1970-х чтобы подчеркнуть романскую преемственность города.